# Udo Lasch
Udo Lasch (* 3. Oktober 1951) ist ein ehemaliger deutscher Fußballspieler. Der Mittelfeldspieler lief in den 1970er und 1980er Jahren für verschiedene Vereine in der zweitklassigen Regionalliga und der 2. Bundesliga auf.

## Sportlicher Werdegang
Lasch stieß 1973 zur SG Wattenscheid 09, mit der er am Ende der Spielzeit 1973/74 als Meister der Regionalliga West um den Aufstieg in die Bundesliga spielte. Hinter Eintracht Braunschweig und dem damaligen Rekordmeister 1. FC Nürnberg platzierte er sich in der Aufstiegsrunde auf dem dritten Platz, hatte sich jedoch für die neu eingeführte 2. Bundesliga qualifiziert. Unter Trainer Karlheinz Feldkamp war er dort anfangs Stammspieler, verlor jedoch im Laufe der Hinrunde seinen Platz in der Startformation.
Im Sommer 1975 wechselte Lasch zum Ligakonkurrenten Schwarz-Weiß Essen. Auch dort war er in seiner ersten Spielzeit vornehmlich Ergänzungsspieler, erst in der Spielzeit 1976/77 setzte er sich trotz einer Roten Karte am vierten Spieltag beim 1:1-Remis bei Westfalia Herne unter Trainer Hubert Schieth durch und bestritt 28 der 38 Saisonspiele. Trotz eines achten Tabellenplatzes verließ er den Klub in Richtung Süd-Staffel, wo er bei den Kickers Offenbach anheuerte. Hier war er in den folgenden dreieinhalb Jahren unter den Trainern Udo Klug und Horst Heese abschnittsweise immer wieder Stammkraft an der Seite von Spielern wie Rudi Völler, Bernd Helmschrot, Michael Grünewald und Walter Krause.
In der Winterpause der Spielzeit 1980/81 verließ Lasch nach 90 Zweitligaspielen, in denen er 13 Tore für die Mannschaft vom Bieberer Berg erzielt hatte, die Kickers und wechselte zum Ligakonkurrenten VfR Bürstadt. Hier trug er sich bei seinem Debüt am 3. Januar 1981 im Spiel gegen das Schlusslicht 1. FC Saarbrücken direkt in die Torschützenliste ein. Zum Saisonende taxierte er bei 18 Ligaspielen und zwei -toren, aufgrund der Einführung der eingleisigen 2. Bundesliga verpasste die Mannschaft jedoch trotz eines 13. Tabellenplatzes den Klassenerhalt. In der Oberliga Hessen stand er direkt mit der Mannschaft wieder im Aufstiegsrennen, in der Winterpause verließ er jedoch den Verein wieder in Richtung 2. Bundesliga. Bei der SG Union Solingen unterzeichnete er einen bis Sommer 1983 gültigen Vertrag, kam aber in den anderthalb Jahren nurmehr in 15 Ligaspielen zum Einsatz. Dabei blieb er ohne Torerfolg, wurde aber zweimal des Feldes verwiesen.